# Plan porteur
En mécanique des fluides, un plan porteur est une surface qui se déplace dans un fluide et transmet une force de portance à son support. La composante verticale de cette force est opposée au poids. Le terme plan porteur ne comprend généralement pas les surfaces destinées à la stabilisation (empennages), au contrôle (gouvernes) ou à la propulsion (hélices, rotors). 

## Applications
En aérodynamique, un plan porteur est une surface portante profilée. On utilise plutôt le terme surface portante.
En hydrodynamique, un plan porteur est une surface portante, profilée ou non, qui se déplace à la surface ou dans l'eau.

## Principaux types de plans porteurs aérodynamiques
Ce sont les Ailes d'avions ou de planeurs.

## Principaux types de plans porteurs hydrodynamiques
La vitesse de déplacement génère une portance hydrodynamique capable de soulever la ou les coques du bateau partiellement ou totalement hors de l'eau.
Le but de ce transfert de portance est de réduire la traînée de coque (frottement et vagues) et de réduire la puissance nécessaire à la vitesse de croisière.

### Plan porteurs de surface
Patins, skis, coques planantes. Ces plans porteurs ne sont pas profilés, seule la surface inférieure participe à la portance. 

### Plans porteurs immergés ou foils

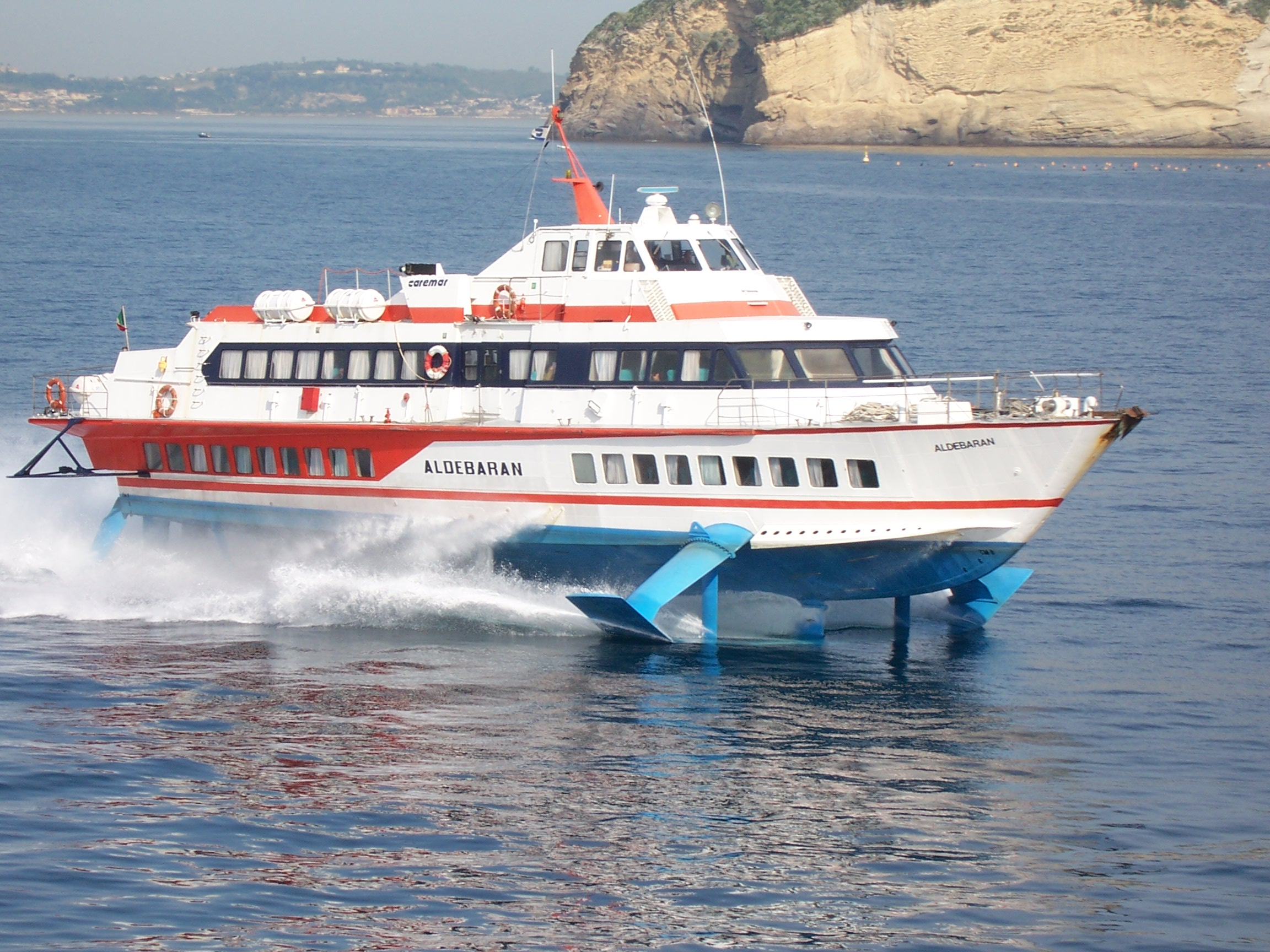
Hydrofoil Aldebaran

Appellation complète : "plan porteur profilé et immergé" ou "aile portante immergée". Pour nommer les surfaces portantes d'un hydroptère, le Larousse n'utilise pas l'expression "plan porteur" mais "aile portante".
 
Le terme français utilisé en pratique est le mot Foil, simplification du mot hydrofoil, un terme anglais venant de l'ancien français fueil, lui-même dérivé du latin folium (feuille). 